# Патна (округ)
Патна (хинди पटना जिला; англ. Patna) — округ в центральной части индийского штата Бихар. Административный центр — город Патна, который также является столицей штата Бихар.

## География
Площадь округа — 3202 км².

## Демография
По данным всеиндийской переписи 2001 года население округа составляло 4 718 592 человека. Уровень грамотности взрослого населения составлял 62,92 %, что немного выше среднеиндийского уровня (59,5 %). По числу жителей и по плотности населения округ Патна занимает первое место среди округов штата.

## Экономика и промышленность
В округе строится угольная ТЭС «Барх» мощностью 3300 МВт, призванная снабжать электроэнергией Бихар и соседние штаты. На 2016 год работают два блока по 660 МВт.

## Известные уроженцы
- Мейра Кумар